# Crocidolomia limatalis
Crocidolomia limatalis är en fjärilsart som beskrevs av William Schaus 1912. Crocidolomia limatalis ingår i släktet Crocidolomia och familjen Crambidae. Inga underarter finns listade i Catalogue of Life.